# TuS Feuchtwangen
Der TuS Feuchtwangen ist ein Sportverein aus der mittelfränkischen Stadt Feuchtwangen. Der Verein wurde ursprünglich als Turnverein gegründet. Heute verfügt er über weitere Abteilungen für Basketball, Fußball, Handball, Karate, Leichtathletik, Schwimmen, Tanzen, Tennis, Tischtennis, Triathlon, Turnen / Wintersport, Volleyball und Gesundheitssport.

## Geschichte
Der Verein wurde 1861 als Turnverein gegründet. Nach Ende des Zweiten Weltkriegs wurden die Sportvereine der Stadt in einem Großverein zusammengeschlossen, der den Namen TuS Feuchtwangen erhielt.
Die Fußballabteilung konnte sich bislang zweimal (1974 und 1980) für die damals viertklassige Landesliga Bayern qualifizieren, stieg aber jeweils nach nur einer Saison wieder ab. Der bislang größte sportliche Erfolg gelang 1976, als man sich als mittelfränkischer Pokalsieger für den DFB-Pokal qualifizierte. In der 1. Hauptrunde siegte Feuchtwangen auf eigenem Platz gegen den saarländischen Amateurligisten SV Weiskirchen mit 4:3 n. V., in der 2. Runde war nach einer 2:3-Niederlage nach Verlängerung gegen den westfälischen Verbandsligisten DJK Gütersloh Schluss.
Im Bayerischen Toto-Pokal 2022/23 sorgte die TuS, zu diesem Zeitpunkt Bezirksligist, für eine Überraschung, als die Mannschaft in der 1. Runde den Regionalligisten und ehemaligen Bundesligisten SpVgg Unterhaching mit 5:3 nach Elfmeterschießen besiegte. In der 2. Runde traf der Verein auf den Drittligisten TSV 1860 München und verlor mit 0:8.